# The Desperates
The Desperates is een muziekgroep uit de stad Dordrecht, in de Nederlandse provincie Zuid-Holland. 
De oorspronkelijke band werd opgericht rond 1959. The Desperates band begon als pure instrumentale groep en bestond uit:
Piet Uitterlinden (gitaar), Cees Boertje (gitaar), Joop Scheepmaker (gitaar), Frans Pannevis (drums). Na ongeveer twee jaar verlieten Boertje en Scheepmaker de band en werd een nieuwe samenstelling geformeerd, deze bestond uit:
Piet Uitterlinden (gitaar), Wim Punt (gitaar), Joop Pruijsten (gitaar), Frans Punt (basgitaar) en Frans Pannevis (drums). Een duidelijke muziekinvloed was die van de Ventures. Dit maakte dat de band ook buiten de regio Dordrecht opviel, omdat de meeste toenmalig actieve instrumentale groepen zich lieten inspireren door The Shadows.
The Desperates was tweemaal te beluisteren bij de toen nog toonaangevende radiozender Radio Luxembourg. De band leek op het punt te staan om door te breken, maar dat bleef uit. In 1964 verliet de basgitarist Frans Punt de band, hij werd opgevolgd door Henk van Zeben. In 1963 kwam zanger Jan Smak Gregoor de band versterken, maar vertrok kort daarop weer en werd opgevolgd door Harry Vlasblom. In de loop van 1966 werd de band ontbonden om verschillende redenen.
Bij een reünie-concert van The Five Jets in 1980 waren de meeste ex-leden aanwezig en daar ontstond spontaan het idee om op het volgende reünie-concert (1981) nog voor een keer (instrumenten moesten geleend worden) de bühne op te gaan. Delen van dit concert verschenen op een album met de titel Shooting Stars op het Al Capone label. Na veel aandringen werd besloten om na 15 jaar de nostalgische muziek weer op dansavonden ten gehore te brengen. Naast de oorspronkelijke leden: Piet Uitterlinden, Wim Punt, Frans Pannevis, Joop Pruijsten en de later bijgekomen Henk van Zeben, speelden zanger Jaap Verkerk en sologitarist Nico Doornik later in de heropgerichte band.
The Desperates kwam niet veel later in contact met Gerard van Dijk, die destijds vrij succesvol was met platenlabel DSR, dat gespecialiseerd was in instrumentale gitaarmuziek van met name revival groepen. De groep nam meteen een nummer op, genaamd Gringo; dit nummer verscheen op een verzamelalbum dat ter gelegenheid van het Internationale Gitaargroepen festival in Den Haag werd uitgebracht. Op dat festival speelde The Desperates tussen vele vrij grote groepen uit binnen- en buitenland.
Hetzelfde jaar  namen ze ook hun eerste volledig instrumentale album op, in diezelfde studio. Maar het album zelf verscheen pas een stuk later in 1984 onder de naam The Return Of The Desperates. Dit album werd niet alleen in Nederland uitgebracht, maar ook in geheel Scandinavië. De band nam in 1987 samen The Blackbirds en The Rockin’ Thunders het album The Rockin’ Sounds Of The Early Sixties op in eigen beheer, een ode aan de gitaarmuziek uit het begin van de jaren 60. In datzelfde jaar nam gitarist Wim Punt afscheid van The Desperates, hij werd vervangen door gitarist Nico Doornik.
In 1995 kwam men in contact met Rarity Records en voor dat label namen ze meteen een aantal nummers op, veelal covers. Dat jaar nog verscheen het album The Desperates. Bij de concerten die daarna volgden was basgitarist Henk van Zeben niet meer aanwezig, hij was om gezondheidsredenen gestopt. Hij werd een tijdlang vervangen door Henry van Tienen. Later zou Frans Schreuder het stokje van Henry van Tienen overnemen. Nadat Frans Schreuder vertrok, leek de band even opgeheven te worden, maar eigenlijk wilde geen van de bandleden stoppen en dus werd er weer naar een vervanger gezocht, deze vond men in Gerard Brand. De band nam in 1999 het album Let's Roll! (The Desperates Vol. 2) op.
Na veel succesvolle optredens werd besloten om nog een album in eigen beheer op te nemen. In de studio van de Pop centrale in Dordrecht werd in een dag 25 nummers opgenomen. Hieruit werden 19 nummers gekozen die in 2007 op de cd THE DESPERATES keep on ROCKIN' zijn uitgebracht.
Na nog eens ruim 30 jaar was er een eind gekomen aan deze formatie, want in 2012 overleden binnen 2 maanden tijd Piet Uitterlinden en Jaap Verkerk. Dit was het moment om het hoofdstuk "The Desperates" af te sluiten.

## Discografie

### Albums

#### Elpees
- Shooting Stars  - Al Capone - Salvo 1981
- The Return Of The Desperates  DSR - LSP 8421  1984
- Instrumental Masters vol.3  DSR - LSP 8419  1984
- Instrumental Masters vol.4  DSR - LSP 8420  1984
- Instrumental Masters vol.5  DSR - LSP 8423  1984
- The Rockin'Sounds Of The Early Sixties - Reunion - RR 087081 1987 (samen met The Blackbirds en The Rockin’ Thunders)
- The Desperates -  Triola - TLP 6019  1988

#### Cd's
- Guitarfreaks Collection vol.2 -  Spark - CD 11  1990
- Guitarfreaks Collection vol.6  -  Spark - CD 18  1991
- The Desperates -  Rarity - C 192508 - 1995
- The Desperates vol.2  -  Rarity - C 192573 - 1999
- Guitar Mania volume 1 -  Rarity - C 192582  - 1999
- Keep On Indo Rockin' vol.1  Rarity - C 192583 - 1999
- Guitar Mania volume 4 -  Rarity - C 192587 - 1999
- Keep On Indo Rockin' vol.2  - Rarity - C 192596 - 1999
- Keep On Indo Rockin' vol.3  - Rarity - C 192597 - 1999
- Guitar Mania volume 5 - Rarity - C 192588 - 2000
- Guitar Mania volume 7 -  Rarity - C 192616 -  2000
- Guitar Mania volume 9 -  Rarity - C 192618 -  2000
- Keep On Indo Rockin' vol.6  - Rarity - C 192624 -  2000
- Guitar Mania volume 13 -  Rarity - C 192653 -  2001
- The Guitar Beat Instrumental vol.7
- Indo Rock - The Story Of  -  HJDM - 4001501 -  2006
- Pasar Malam Melodieën -  HJDN - 4001502  -  2006
- The Desperates Keep On Rockin' -   Reunion - 70226 -  2007   (uitgebracht in eigen beheer)